# Густов, Иван Степанович
Иван Степанович Густов (3 марта 1911, Козлово, Бежецкий уезд, Тверская губерния, Российская империя — 6 июня 1996, Москва, Российская Федерация) — советский партийный и государственный деятель, первый заместитель председателя КПК при ЦК КПСС (1974—1989).

## Биография
Родился в крестьянской семье. Русский.
Член ВКП(б) с 1932 года. В 1930 году окончил Бежецкий агропедагогический техникум, в 1949 году – ВПШ при ЦК ВКП(б), в 1965 году – Великолукский сельскохозяйственный институт (заочно).
В 1930—1941 годах — на хозяйственной работе: председатель колхоза «Вперед» в Бежецком районе, затем был направлен на работу в г. Бежецк, где до 1938 года являлся заместителем председателя райколхозсоюза, заведующим районным земельным отделом, заместителем, а затем директором первой Бежецкой МТС.
В 1938 году по ложному доносу был снят с должности директора МТС, исключен из партии. На него было заведено уголовное дело. Но вскоре был восстановлен на работе и в партии.
С 1941 года — на партийной и советской работе в Новосибирской области: директор Караканской машинно-тракторной станции, председатель исполнительного комитета Сузунского районного Совета, первый секретарь Искитимского районного комитета ВКП(б).
- 1949—1955 гг. — заведующий отделом Великолукского областного комитета ВКП(б)-КПСС,
- 1950—1955 гг. — секретарь Великолукского областного комитета ВКП(б)-КПСС,
- 1955—1957 гг. — первый заместитель председателя,
- январь-октябрь 1957 г. — председатель исполнительного комитета Великолукского областного Совета,
- 1957—1961 гг. — второй секретарь Псковского областного комитета КПСС.

В 1961—1971 годах — первый секретарь Псковского обкома КПСС.
В 1971—1974 годах — заместитель председателя КПК при ЦК КПСС.
В 1974—1989 годах — первый заместитель председателя КПК при ЦК КПСС.
Член ЦК КПСС (1981—1990), кандидат в члены ЦК (1961—1981), депутат Совета Союза Верховного Совета СССР от Псковской области (6-8 созыв, 1962—1974) и Карельской АССР (9-11 созыв, 1974—1989).
С 1989 года на пенсии.
В 1996 году покончил жизнь самоубийством. Похоронен в Москве на Троекуровском кладбище.

## Награды и звания
- 2 ордена Ленина (05.03.1971; 05.03.1981)
- орден Октябрьской Революции (05.03.1986)
- орден Трудового Красного Знамени (30.04.1966)
- медаль «За трудовую доблесть» (25.12.1959)
- другие медали

## Семья
Родители Густова жили в Калининской (Тверской) области, там и похоронены.
Брат Михаил и сестра Татьяна погибли в годы Великой Отечественной войны.
Жена — Мария Петровна, дети: сын Владимир и дочь Людмила.